# Karlo Kamenar
Karlo Kamenar (Zágráb, 1994. március 15. –) horvát utánpótlás-válogatott labdarúgó, a Posušje középpályása.

## Pályafutása

### Klubcsapatokban
Kamenar a horvát Dinamo Zagreb és Lokomotiva Zagreb akadémiáin nevelkedett. 2014 és 2018 között a horvát másodosztályú NK Rudeš játékosa volt, mellyel 2017-ben bajnok lett, így feljutottak az élvonalba; a horvát élvonalban 2017 július 16-án góllal mutatkozott be egy NK Osijek elleni mérkőzésen. 2018-ban az NK Osijek igazolta le, 2020-ban kölcsönben a litván Žalgiris Vilnius csapatában futballozott. 2021 februártól a Mezőkövesd labdarúgója. 4 mérkőzést játszott az NB III-as csapatban, az NB I-ben 3-szor szerepelt.

### A válogatottban
2010 augusztusában két alkalommal szerepelt a horvát U17-es válogatottban.